# Másfél
Masfel is een Hongaarse rockband die zeer veel stijlen combineert, zoals funkrock, psychedelische rock, acid jazz, ambient, repetitieve en hedendaagse muziek op basis van alternatieve rock. De oorspronkelijke bezetting was: Balázs János (gitaar), Lukács Levente (saxofoon), Hegedüs László (basgitaar), Hegedüs János (basgitaar) en Kalocsai Tamás (drums).
Masfel heeft een instrumentale stijl, gekenmerkt door sterke, dynamische, onverwachte veranderingen en vreemde ritmes. Ook worden psychedelische elementen niet geschuwd. Op het laatste album, En Garde!, worden meer drum and bass-elementen ten gehoor gebracht. Op dit album wordt ook meer geëxperimenteerd met het geluid zoals in het nummer Aerosoul, geschreven door Gaya Arutyunyan, een zanger afkomstig van een band uit Moskou genaamd DETI Picasso.

## Leden

### Huidige leden
- Gaya Arutyunyan - zang (2005-nu)
- Ujj Zoltán – drums (1999-nu)
- Sabák Péter – basgitaar (2002-nu)
- Karen Arutyunyan – gitaar (2009-nu)
- Lukács Levente – saxofoon (1989-nu)

### Voormalige leden
- Balázs János - gitaar (1989-1991)
- Hegedüs László - basgitaar (1989-1991)
- Farkas Zoltán – drums (1998-1999)
- Hegedűs János – basgitaar (1989-2002)
- Salamon Eszter – cello (1996-2002)
- Hegedűs János – basgitaar (1989-2002)
- Barnabás – gitaar (1991-2009)

## Discografie

### Albums
- 1993 - Mese MC
- 1996 - Viperagarzon MC és CD
- 1998 - Katasztrófamámor MC és CD
- 2000 - Angyaltojás MC és CD
- 2005 - En Garde! CD

### Concertregistraties
- 1994 - Kínai nátha Live MC és CD
- 2003 - Ballast Live CD

### Filmmuziek
- 1997 - Villamos Soundtrack CD/CD-ROM

### Remixen
- 2000 - Rádióbarátnő Maxi CD
- 2001 - Moni CD/CD-ROM